# Precinct de Perks
Pour les articles homonymes, voir Perks.
Le precinct de Perks est un precinct électoral du comté de Pulaski dans l'Illinois, aux États-Unis. En 2010, ce precinct comptait une population de 230 habitants.

## Source de la traduction
- (es) Cet article est partiellement ou en totalité issu de l’article de Wikipédia en espagnol intitulé « Distrito electoral de Perks (Illinois) » (voir la liste des auteurs).